# Вулкан Головніна
Вулка́н Головніна́ (рос. Головнина, яп. 泊山 Томарі-яма) — активний вулкан розташований у південій частині острова Кунаширу Великої Курильської гряди, найпівденніший вулкан Курильських островів. Названий на честь російського дослідника острова Василя Головніна, який на острові у 1811 році потрапив до японського полону.
Згідно позиції Японії вулкан є виключно японським та входить до складу округу Немуро префектури Хоккайдо. Росія вважає вулкан своїм, що знаходиться в Южно-Курильському міському окрузі Сахалінської області.

## Характеристика
Утворився на дні моря, потім почав викидати багато пемзи, при чому виріс великий конус. Завдяки новим виверженням відбулась руйнація і на місці вулканічної гори утворилась вулканічна улоговина. Вона заповнилась водами озера, які знайшли вихід з кальдери до океану — річка Озерна. Останнє виверження було в 1998 році, попереднє — у 1848 році.
Кальдера діаметром 4,7 км оточена гребенем висотою до 541 м. На її дні 4 невеликих вулканічних куполи та 2 вибухових кратери, водному з яких знаходиться озеро Кипляче. В південно-східній частині кальдери знаходиться озеро Гаряче з максимальною глибиною 62 м. Озеро розташоване на висоті 130 м і займає площу 3 км². В місцях виходу прісних струмків зустрічаються невеликі риби. В озері також мешкають дрібні ракоподібні та інші представники фауни, які пристосувались до кислої води. В кальдері добре проявляється сучасна поствулканічна діяльність — гарячі джерела, грязеві котли та парогазові струмені. В хімічному складі переважають вуглекислий газ, сірчистий газ, сірководень та хлористий водень. Проходячи через воду гази розчиняються, що зумовлює хлоридно-сульфатний склад вод озер та гарячих джерел. Відбувається постійне випадання сірки та її сполук з металами з води — на поверхні озера Киплячого плаває чорна сульфідно-сірчиста піна, берег вкритий жовтувато-чорним піском, а дно — сульфідно-сірчистим мулом. Відкладення сірки проходить і в результаті окиснення сірководню в приповерхневих умовах, утворюючи шари жовтих кристалів у фумарольних виходах.